# ハビエル・マルガス
ハビエル・ルチアーノ・マルガス・ロジョラ（西: Javier Luciano Margas Loyola、1969年5月10日 - ）は、チリ・サンティアゴ出身の元サッカー選手。チリ代表である。ポジションはDF。

## 経歴
1990年にチリ代表デビュー。1998年にはフランスW杯で全4試合に出場した。2000年までに63試合に出場、6得点をあげた。

## 所属クラブ
- 1988-1995  CSDコロコロ
- 1995-1996  クラブ・アメリカ
- 1996  CSDコロコロ
- 1997-1998  ウニベルシダ・カトリカ
- 1998-2001  ウェストハム・ユナイテッドFC

## 代表歴

### 出場大会
- チリ代表
  - 1998 FIFAワールドカップ

### 試合数
- 国際Aマッチ 63試合 6得点（1990年-2000年）[1]

| チリ代表 | 国際Aマッチ | 国際Aマッチ |
| 年       | 出場        | 得点        |
| -------- | ----------- | ----------- |
| 1990     | 2           | 0           |
| 1991     | 7           | 0           |
| 1992     | 0           | 0           |
| 1993     | 7           | 0           |
| 1994     | 4           | 0           |
| 1995     | 7           | 0           |
| 1996     | 10          | 3           |
| 1997     | 8           | 1           |
| 1998     | 11          | 1           |
| 1999     | 2           | 0           |
| 2000     | 5           | 1           |
| 通算     | 63          | 6           |

## タイトル
- CSDコロコロ
  - プリメーラ・ディビシオン 1989,1990,1991,1993
  - コパ・リベルタドーレス 1991
  - レコパ・スダメリカーナ 1991
  - コパ・インテラメリカーナ
- ウニベルシダ・カトリカ
  - プリメーラ・ディビシオン 1997A